# Kelapa Bajohom
Kelapa Bajohom is een bestuurslaag in het regentschap Serdang Bedagai van de provincie Noord-Sumatra, Indonesië. Kelapa Bajohom telt 1150 inwoners (volkstelling 2010).